# Tschaplygin-Gleichung
Die Tschaplygin-Gleichung, benannt nach dem russisch-sowjetischen Aerodynamiker Sergei Alexejewitsch Tschaplygin, ist eine exakt linearisierte Potentialgleichung einer stationären ebenen Gasströmung. Die Gleichung wird in Polarkoordinaten der Hodographenebene angegeben. Die Strömung verläuft dabei isentrop, ohne Stoßwellen.
Mit Hilfe der Legendre-Transformation ergibt die Tschaplygin-Gleichung:
{\displaystyle {\delta ^{2}\phi  \over \delta \theta ^{2}}+{v^{2} \over 1-v^{2}/c^{2}}\cdot {\delta ^{2}\phi  \over \delta v^{2}}+v{\delta \phi  \over \delta v}=0}
wobei {\displaystyle \phi } das konjugierte Potential, {\displaystyle \delta } der Winkel zwischen Geschwindigkeitsrichtung und Abszisse, {\displaystyle v} der Betrag der Geschwindigkeit und {\displaystyle c} die örtliche Schallgeschwindigkeit bedeutet. Die Lösung der nichtlinearen Potentialgleichung ist auf die Lösung einer linearen Gleichung für die Funktion {\displaystyle \phi (c,\delta )} zurückgeführt worden, bei der aber die Randbedingungen nicht linear sind.